# Lijst van Eerste Kamerleden 1868-1871
Lijst van Eerste Kamerleden 1868-1871 geeft een overzicht van de leden van de Nederlandse Eerste Kamer in de periode tussen de verkiezingen van 1868 en de verkiezingen van 1871. De zittingsperiode van de Eerste Kamer ging in op 21 september 1868 en eindigde op 17 september 1871.
De Eerste Kamer telde 39 leden, gekozen door de leden van Provinciale Staten in de elf provincies. Eerste Kamerleden werden gekozen voor een termijn van negen jaar; om de drie jaar werd een derde deel van de Eerste Kamer vernieuwd.
| Naam                                    | groepering                           | provincie     | begindatum        | einddatum         | refs   |
| --------------------------------------- | ------------------------------------ | ------------- | ----------------- | ----------------- | ------ |
| Hans van Aylva van Pallandt             | conservatieven                       | Gelderland    | 16-09-1862 [ e ]  | 17 september 1871 | [ 1 ]  |
| Hendrik van Beeck Vollenhoven           | gematigde liberalen                  | Noord-Holland | 19-09-1865 [ f ]  | 1 augustus 1871   | [ 2 ]  |
| Louis Beerenbroek                       | gematigde liberalen                  | Limburg       | 19-09-1865 [ f ]  | 20-09-1874 [ i ]  | [ 3 ]  |
| Dominicus Blankenheym                   | liberalen                            | Zuid-Holland  | 19-09-1865 [ f ]  | 20-09-1874 [ i ]  | [ 4 ]  |
| Eugène van Bylandt                      | liberalen                            | Zuid-Holland  | 22 september 1868 | 16-09-1877 [ j ]  | [ 5 ]  |
| Hendrikus Coenen                        | liberalen                            | Gelderland    | 27 maart 1871     | 16-09-1877 [ j ]  | [ 6 ]  |
| Willem Cost Jordens                     | liberalen                            | Overijssel    | 16-09-1862 [ e ]  | 17 september 1871 | [ 7 ]  |
| Coos Cremers                            | liberalen                            | Groningen     | 22 september 1868 | 16-09-1877 [ j ]  | [ 8 ]  |
| Daniël de Dieu Fontein Verschuir        | liberalen                            | Noord-Holland | 16-09-1862 [ e ]  | 17 september 1871 | [ 9 ]  |
| Albertus Duymaer van Twist              | gematigde liberalen                  | Zuid-Holland  | 19-09-1865 [ f ]  | 20-09-1874 [ i ]  | [ 10 ] |
| Frans van Eysinga                       | liberalen                            | Friesland     | 22 september 1868 | 16-09-1877 [ j ]  | [ 11 ] |
| Jan Fransen van de Putte                | gematigde liberalen                  | Zeeland       | 22 september 1868 | 16-09-1877 [ j ]  | [ 12 ] |
| Cornelis Geertsema                      | liberalen                            | Groningen     | 16-09-1862 [ e ]  | 17 september 1871 | [ 13 ] |
| Jan van Goltstein                       | conservatieven                       | Utrecht       | 22 december 1870  | 20-09-1874 [ i ]  | [ 14 ] |
| Cornelis Hartsen                        | conservatieven                       | Noord-Holland | 22 september 1868 | 16-09-1877 [ j ]  | [ 15 ] |
| Johan Hein                              | liberalen                            | Zuid-Holland  | 16-09-1862 [ e ]  | 17 september 1871 | [ 16 ] |
| Johannes Hengst                         | gematigde liberalen / katholieken    | Noord-Brabant | 19-09-1865 [ f ]  | 20-09-1874 [ i ]  | [ 17 ] |
| Joan Huydecoper van Maarsseveen         | conservatieven / gematigde liberalen | Utrecht       | 22 september 1868 | 16-09-1877 [ j ]  | [ 18 ] |
| Cornelis van der Lek de Clercq          | conservatieven                       | Zeeland       | 16-09-1862 [ e ]  | 17 september 1871 | [ 19 ] |
| Eduardus van Meeuwen                    | gematigde liberalen                  | Noord-Brabant | 16-09-1862 [ e ]  | 17 september 1871 | [ 20 ] |
| Jan Messchert van Vollenhoven           | conservatieven                       | Noord-Holland | 22 september 1868 | 16-09-1877 [ j ]  | [ 21 ] |
| Franciscus Michiels van Kessenich       | gematigde liberalen / katholieken    | Limburg       | 22 september 1868 | 16-09-1877 [ j ]  | [ 22 ] |
| Carolus van Nispen van Pannerden        | conservatieven                       | Gelderland    | 22 september 1868 | 1 december 1870   | [ 23 ] |
| Carel Nobel                             | liberalen                            | Gelderland    | 16-09-1862 [ e ]  | 17 september 1871 | [ 24 ] |
| Johan Philipse                          | conservatieven                       | Zuid-Holland  | 16-09-1862 [ e ]  | 17 september 1871 | [ 25 ] |
| Herman Rahusen                          | gematigde liberalen                  | Noord-Holland | 16-09-1862 [ e ]  | 17 september 1871 | [ 26 ] |
| Cornelis van Rhemen van Rhemershuizen   | gematigde liberalen                  | Gelderland    | 22 september 1868 | 16-09-1877 [ j ]  | [ 27 ] |
| Louis van Sasse van Ysselt              | liberalen / katholieken              | Noord-Brabant | 19-09-1865 [ f ]  | 20-09-1874 [ i ]  | [ 28 ] |
| Napoleon Sassen                         | liberalen / katholieken              | Noord-Brabant | 16-09-1862 [ e ]  | 17 september 1871 | [ 29 ] |
| Willem Schimmelpenninck van der Oye     | conservatieven                       | Gelderland    | 19-09-1865 [ f ]  | 20-09-1874 [ i ]  | [ 30 ] |
| Gijsbertus Schot                        | liberalen                            | Friesland     | 19-09-1865 [ f ]  | 20-09-1874 [ i ]  | [ 31 ] |
| Hendrik Smit                            | gematigde liberalen                  | Noord-Holland | 19-09-1865 [ f ]  | 20-09-1874 [ i ]  | [ 32 ] |
| Charles Stork                           | liberalen                            | Overijssel    | 22 september 1868 | 16-09-1877 [ j ]  | [ 33 ] |
| Gerard van Swinderen                    | liberalen                            | Friesland     | 16-09-1862 [ e ]  | 17 september 1871 | [ 34 ] |
| Joost Taets van Amerongen tot Natewisch | conservatieven                       | Utrecht       | 19-09-1865 [ f ]  | 18 september 1870 | [ 35 ] |
| Wyncko Tonckens                         | conservatieven                       | Drenthe       | 19-09-1865 [ f ]  | 20-09-1874 [ i ]  | [ 36 ] |
| Hermanus Verschoor                      | gematigde liberalen                  | Noord-Brabant | 22 september 1868 | 16-09-1877 [ j ]  | [ 37 ] |
| Louis de Villers de Pité                | gematigde liberalen / katholieken    | Limburg       | 16-09-1862 [ e ]  | 17 september 1871 | [ 38 ] |
| Theodorus Viruly                        | liberalen                            | Zuid-Holland  | 22 september 1868 | 16-09-1877 [ j ]  | [ 39 ] |
| Joost van Vollenhoven                   | liberalen                            | Zuid-Holland  | 19-09-1865 [ f ]  | 20-09-1874 [ i ]  | [ 40 ] |
| Jan de Vos van Steenwijk                | gematigde liberalen                  | Overijssel    | 19-09-1865 [ f ]  | 20-09-1874 [ i ]  | [ 41 ] |